# Megascolia maculata
La avispa puñal o avispa parásita de 4 puntos (Megascolia maculata) es la especie de himenóptero más grande de Europa, pudiendo alcanzar más de 4 cm. Pertenece al género Megascolia cuyas especies en ocasiones son referidas como avispas mamut por su nombre en inglés mammoth wasps.

## Distribución
Se puede encontrar en el centro y sur de Europa, Turquía, Siria, Israel e Irán

## Descripción
Se trata del himenóptero más grande de Europa con una longitud corporal de entre 20 a 40 mm, aunque puede superar los 4 cm. Las hembras son de mayor tamaño que los machos.
Se caracterizan por su color negro con cuatro manchas amarillas en el abdomen y alas oscuras. Las hembras tienen la cabeza amarilla.

## Biología

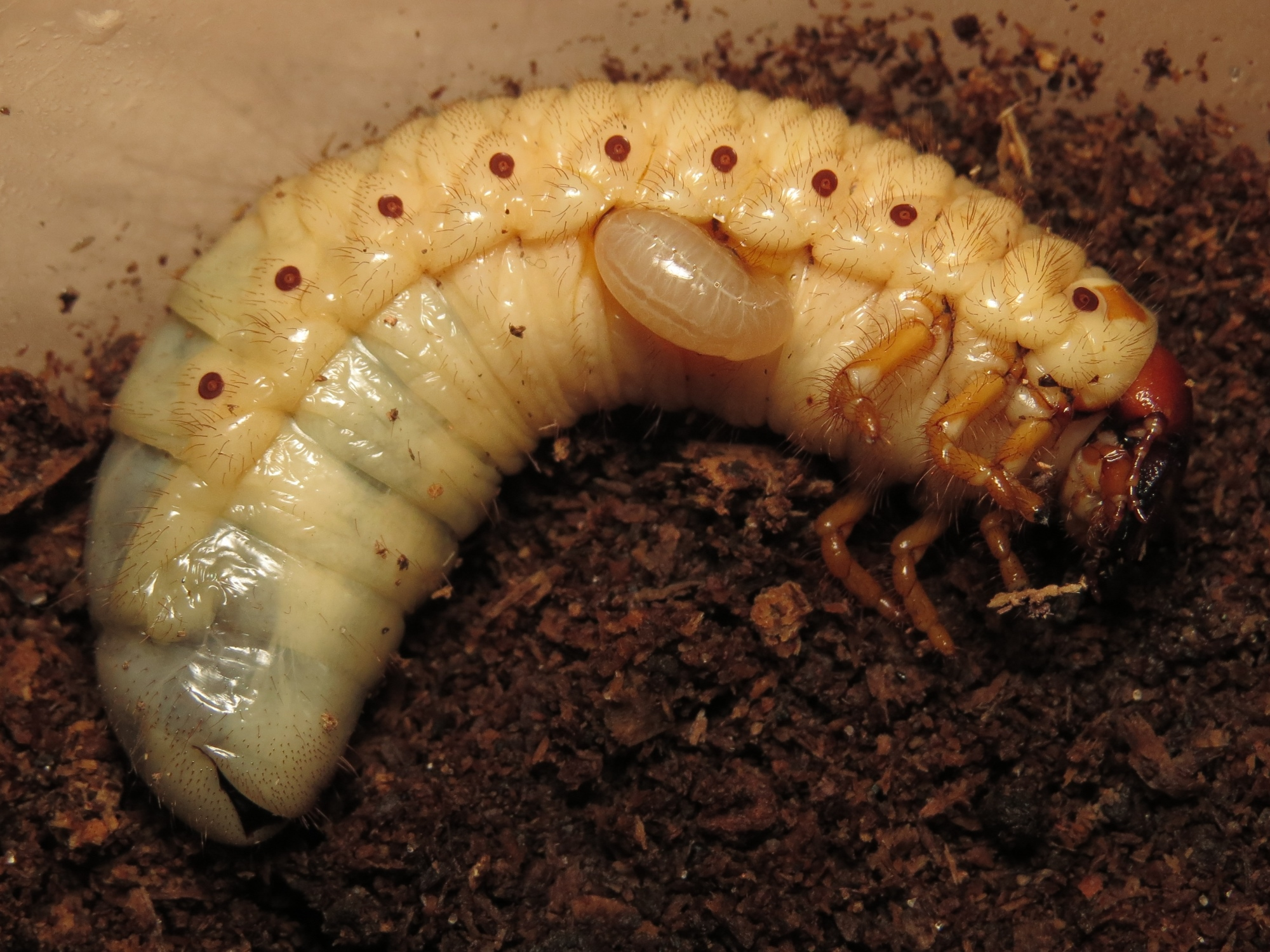
Larva de Megascolia maculata alimentándose de una larva de Oryctes nasicornis

Los adultos se alimentan de néctar, siendo polinizadores. Las larvas de M. maculata se alimentan de las larvas de escarabajos de la subfamilia Dynastinae, especialmente Oryctes nasicornis (Escarabajo rinoceronte).
Las hembras buscan en el suelo oquedades por donde entran en busca de las larvas de estos escarabajos. Una vez que encuentran una larva, la paralizan y ponen sobre ella un solo huevo. 
Son avispas solitarias y no construyen panales.

## Peligrosidad

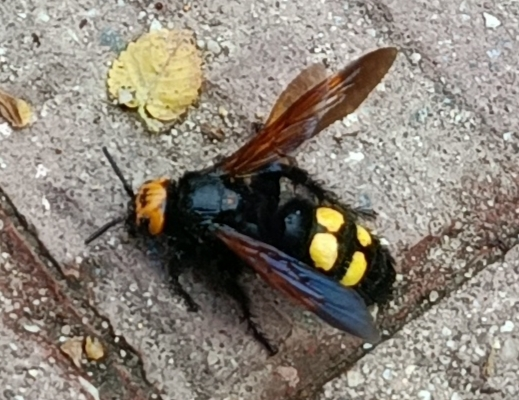
Hembra de Megascolia maculata en Alpedrete, Comunidad de Madrid, posada en el suelo de un parque a finales de junio

Es una especie tranquila y poco agresiva. Los adultos se alimentan de néctar y no se acercan a las personas. En caso de verse amenazadas las hembras pueden picar con su aguijón, si bien su picadura no es más grave que la de una avispa convencional.
Debido a su gran tamaño tienen unas mandíbulas potentes que pueden causar heridas.

## Similitud con otras especies

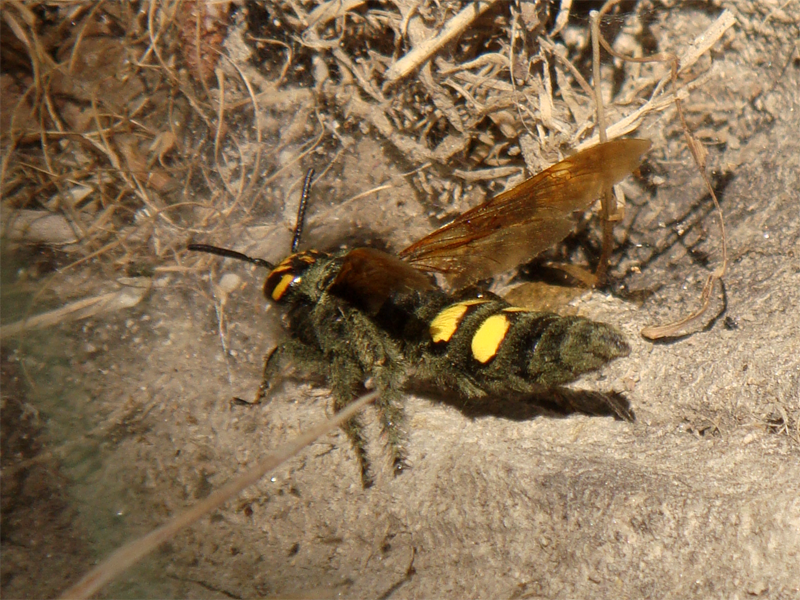
Hembra de Megascolia maculata flavifrons en Ansião, Leiria, Portugal

Es una especie muy similar en apariencia, tamaño y comportamiento a Megascolia bidens, otra especie menos común de Megascolia que también habita Europa. Se diferencian en que M. maculata tiene las antenas negras y M. bidens las tiene anaranjadas.
En ocasiones el imponente tamaño y colores oscuros de esta avispa ha generado alarma en la población, confundiéndola con la avispa asiática.
Sin embargo, M. maculata es más grande y tiene distinta coloración, y a diferencia de la avispa asiática, M. maculata es una especie autóctona y poco agresiva.